# Jan Błoński
Jan Andrzej Błoński (ur. 15 stycznia 1931 w Warszawie, zm. 10 lutego 2009 w Krakowie) – polski historyk literatury, krytyk literacki, eseista, tłumacz, profesor nauk humanistycznych, wykładowca Uniwersytetu Jagiellońskiego.

## Życiorys
Był starszym bratem Wandy Błońskiej-Wolfarth. Jego babka była francuską guwernantką, dzięki czemu był dwujęzyczny, biegle poruszał się w obszarze kultury i języka francuskiego.
Doktoryzował się pracą Mikołaj Sęp Szarzyński a początki polskiego baroku. Czołowy przedstawiciel tzw. krakowskiej szkoły krytyki literackiej. Uważany za jednego z najbardziej wpływowych krytyków powojennych, doprowadził m.in. do wydania w Polsce wszystkich dzieł Witolda Gombrowicza. Autor eseju Biedni Polacy patrzą na getto („Tygodnik Powszechny” nr 2/1987).
W 1953 podpisał tzw. apel krakowski z poparciem stalinowskich władz PRL po aresztowaniu pod sfabrykowanymi zarzutami duchownych katolickich i skazaniu na karę śmierci: Edwarda Chachlicę, Michała Kowalika i księdza Józefa Lelitę.
W 1981 uhonorowany Nagrodą im. Kazimierza Wyki. W latach 1996–2001 juror Literackiej Nagrody Nike. Członek Collegium Invisibile. W listopadzie 1995 uhonorowany Nagrodą Krakowska Książka Miesiąca za Wszystkie sztuki Sławomira Mrożka. W styczniu 2007 otrzymał Złoty Medal „Zasłużony Kulturze Gloria Artis”. 2 marca 2009 został pośmiertnie uhonorowany Nagrodą im. ks. Stanisława Musiała. Pochowany na Cmentarzu Salwatorskim w Krakowie (kwatera SC6-9-22).

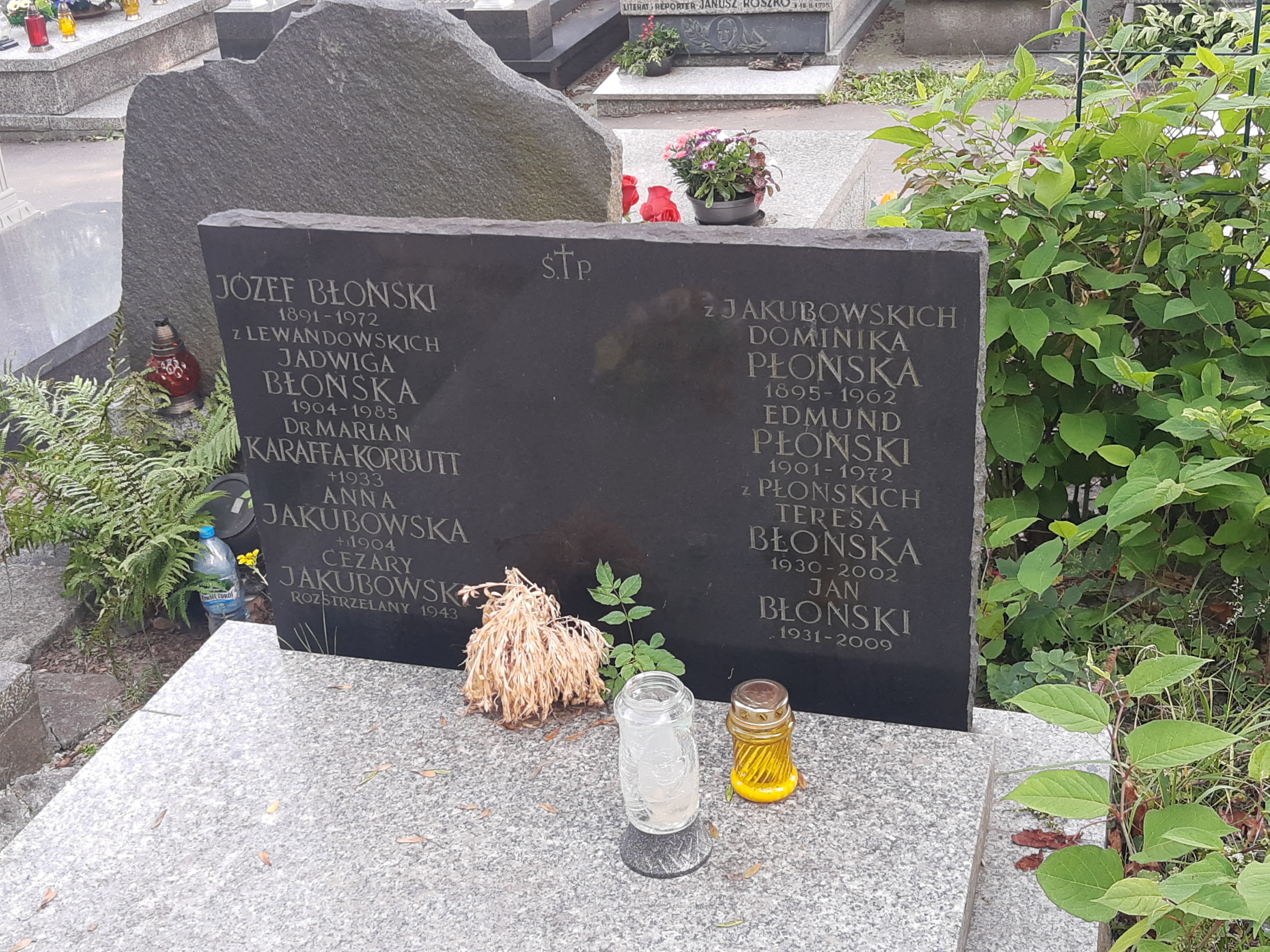
Grób prof. Jana Błońskiego na Cmentarzu Salwatorskim

Przyjaźnił się ze Stanisławem Lemem. Jego osoba była pierwowzorem postaci Baloyne’a w powieści Głos Pana.

## Publikacje
- (1954) Poezja K. I. Gałczyńskiego 1945-1953[12]
- (1956) Poeci i inni[13]
- (1961) Zmiana warty[14]
- (1965) Widzieć jasno w zachwyceniu: szkic literacki o twórczości Prousta[15]
- (2001) Mikołaj Sęp Szarzyński a początki polskiego baroku[16]
- (1973) Stanisław Ignacy Witkiewicz jako dramaturg[17]
- (1978) Odmarsz[18]
- (1981) Romans z tekstem[19]
- (1982) Samuel Beckett[20]
- (1985) Kilka myśli co nie nowe[21]
- (2008) Biedni Polacy patrza̜ na getto[22]
- (1994) Forma, śmiech i rzeczy ostateczne: studia o Gombrowiczu[23]
- (1997) Od Stasia do Witkacego[24]
- (2011) Miłosz jak świat[25]
- (2001) Mieszaniny[26]
- (2001) Witkacy sztukmistrz, filozof, estetyk[27]
- (2001) Wszystko co literackie[28]
- (2003) Między literaturą a światem[29]
- (2003) Witkacy na zawsze[30]
- (2004) Listy 1963-1996[31]
- (2007) Wyspiański wielokrotnie[32]
- (2008) Lektury użyteczne[33]
- (2010) Gospodarstwo krytyka: teksty rozproszone[34]
- (2011) Błoński przekorny: dziennik, wywiady[35]
- (2019) Język właściwie użyty. Szkice o poezji polskiej drugiej połowy XX wieku[36]

## Upamiętnienie
W Krakowie na Wydziale Polonistyki Uniwersytetu Jagiellońskiego w latach 2011–2018 i ponownie od 2024 organizowany jest Festiwal imienia Jana Błońskiego
.